# Ación

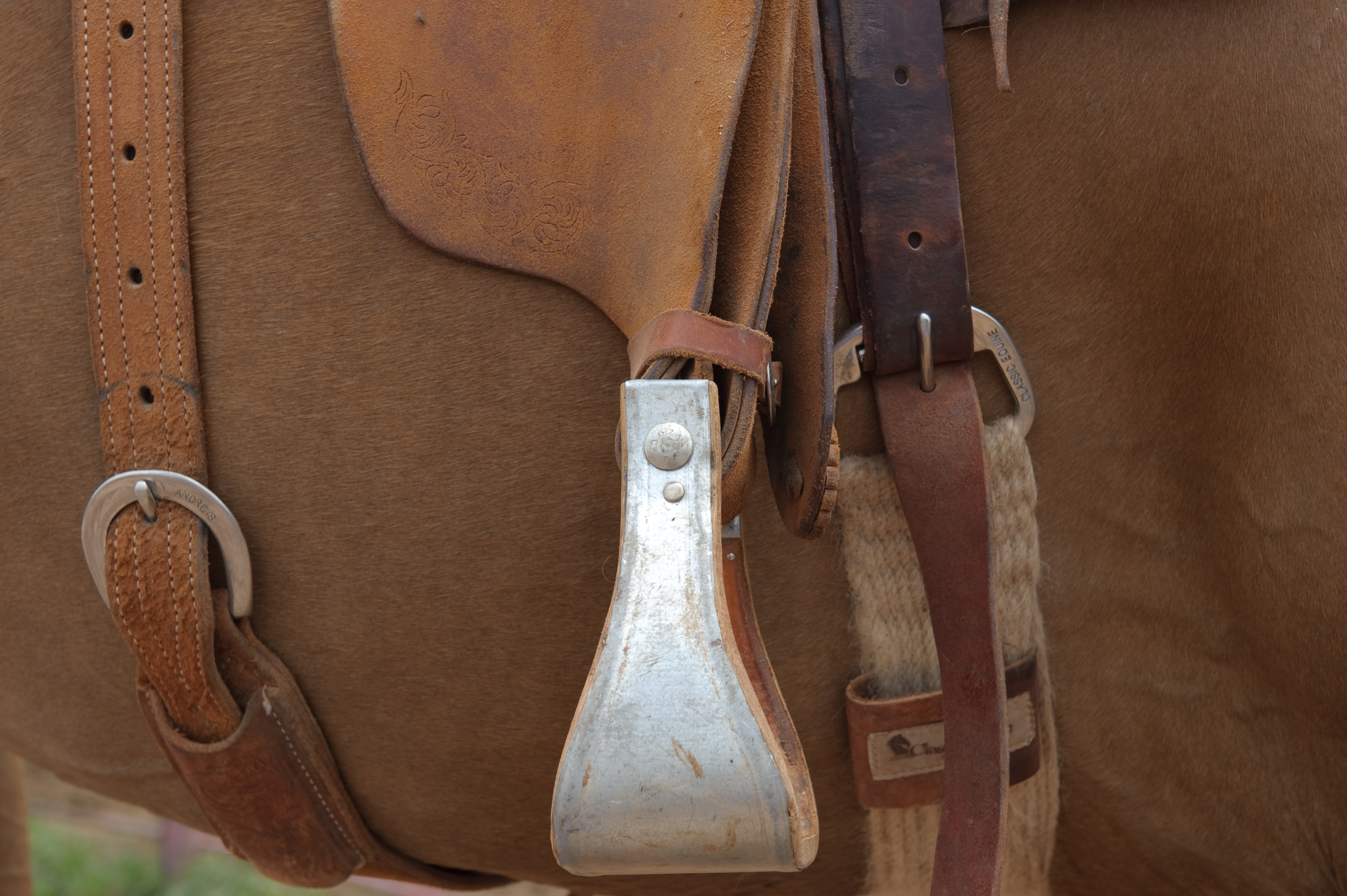
Estrepe colgante del ación correspondiente.

Recibe el nombre de ación una correa que, unida a la silla de montar, sujeta el estribo en su extremo inferior. Cada silla consta de dos estribos y dos aciones.
El extremo superior de la ación va unido a la silla. El extremo inferior al estribo. Muchos sistemas son posibles para dichas uniones, las soluciones modernas utilizan hebillas (ver imagen).

## Historia

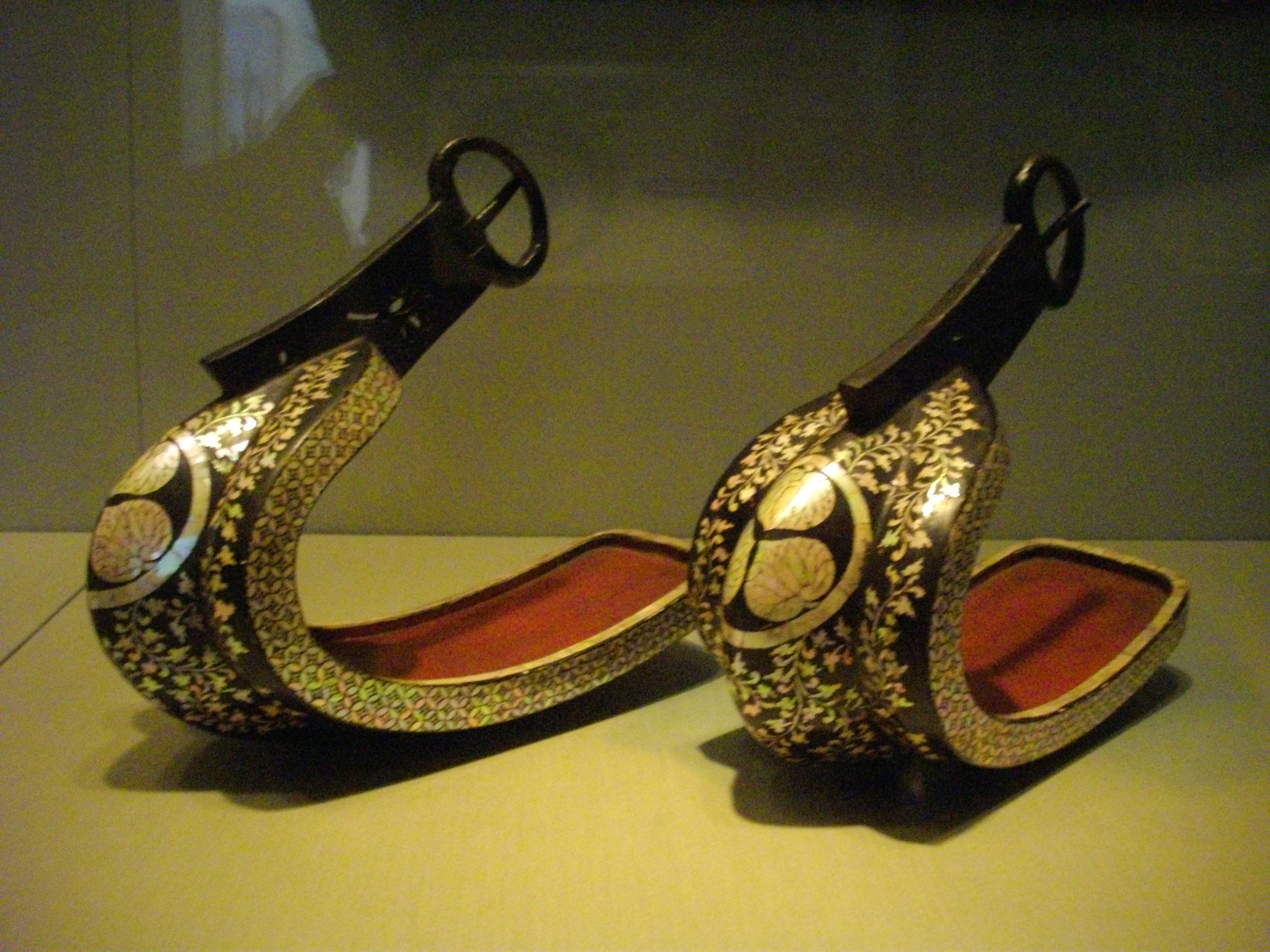
Abumi: estribos japoneses. Véanse las hebillas para unirlos a las aciones.

Los primeros estribos consistían en una cuerda que unía la silla y el dedo gordo del pie del jinete. Aparecieron en el imperio Kushan (actual India ) entre el siglo I y el II aC . De allí pasaron a China hacia el año 300, donde, debido al clima más frío de la zona, empezaron a atarse alrededor del pie calzado, y no sólo sobre el dedo. Poco después, la cuerda original fue reemplazada por piezas de hierro.
Desde China el uso del estribo se extendió a los nómadas mongoles de Asia central, en Corea y en Japón . Los hunos los introdujeron en Persia en el IV y en Europa hacia el V, aunque no hay noticias de su adopción por la caballería imperial romana hasta aproximadamente un siglo más tarde (ya después de la caída del Imperio Romano de Occidente ).  Hacia el año 600 d. C., los avares de Pannonia habían sido empujados al oeste desde las estepas por los turcos, e introdujeron el estribo en Europa. A su vez, los árabes lo tomarían de los persas y los romanos de Oriente.
Por su parte, los invasores germánicos del Imperio Romano adoptaron rápidamente el uso de estribos. Esto mejoró la eficacia de sus tropas montadas hasta tal punto que facilitó la derrota del modelo clásico de la legión romana, en la batalla de Adrianópolis (378), lo que causó una crisis militar sin precedentes. El estribo, que permitía al jinete luchar con comodidad y maximizaba el impacto de la carga, prácticamente había jubilado al mejor ejército de la historia, iniciando una nueva era en Europa: la de la caballería cuerpo que dominaría los campos de batalla medievales durante más de mil años. (Fuera de algún caso particular como el de los almogávares).

## Sistemas de equitación

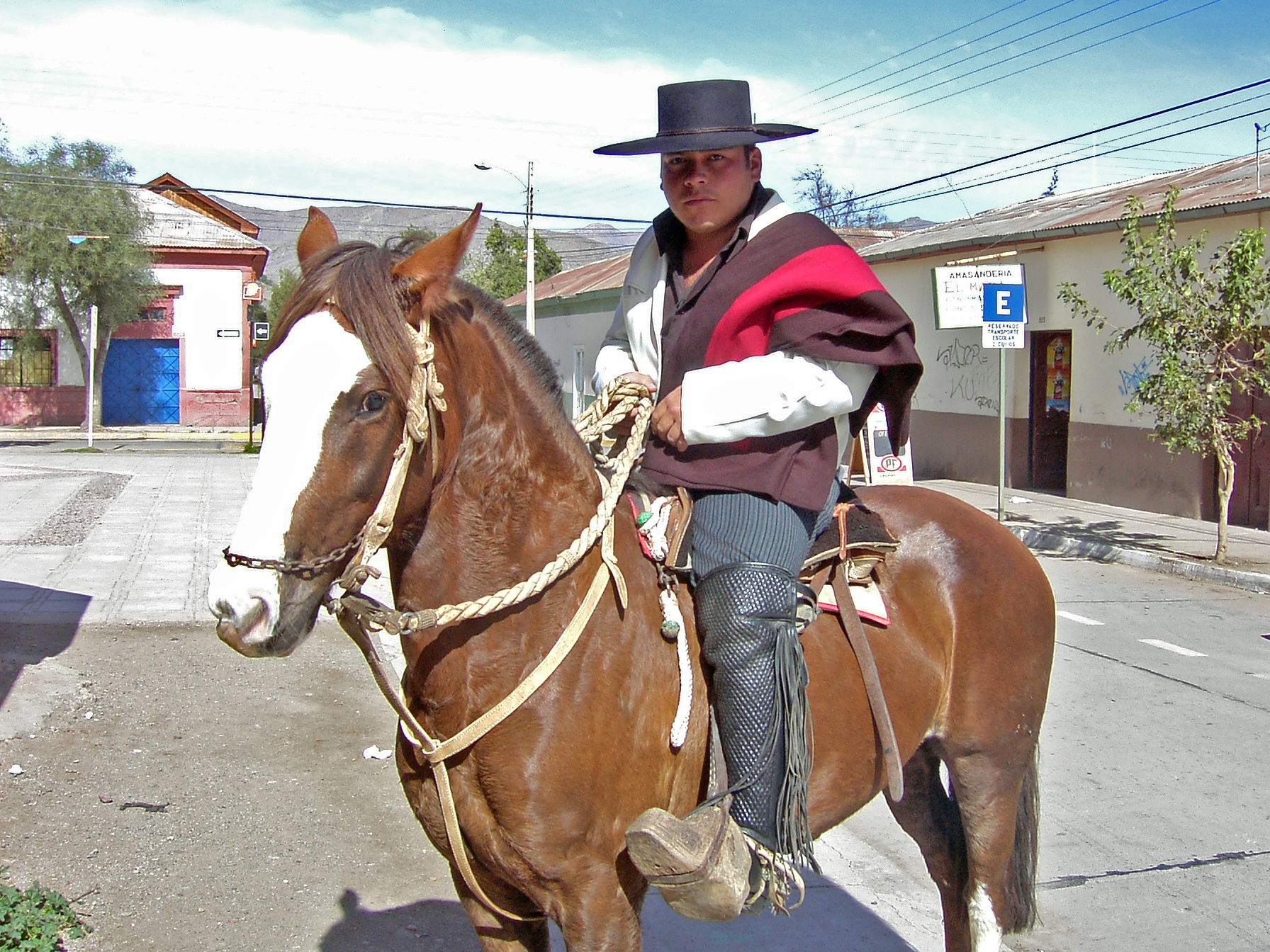
Jinete chileno vestido de huaso.

Entre los diversos sistemas de equitación cabe considerar el tipo de silla y los estribos y aciones empleados en cada caso. En los estilos citados a continuación, hay que añadir delante la expresión "Al estilo...."

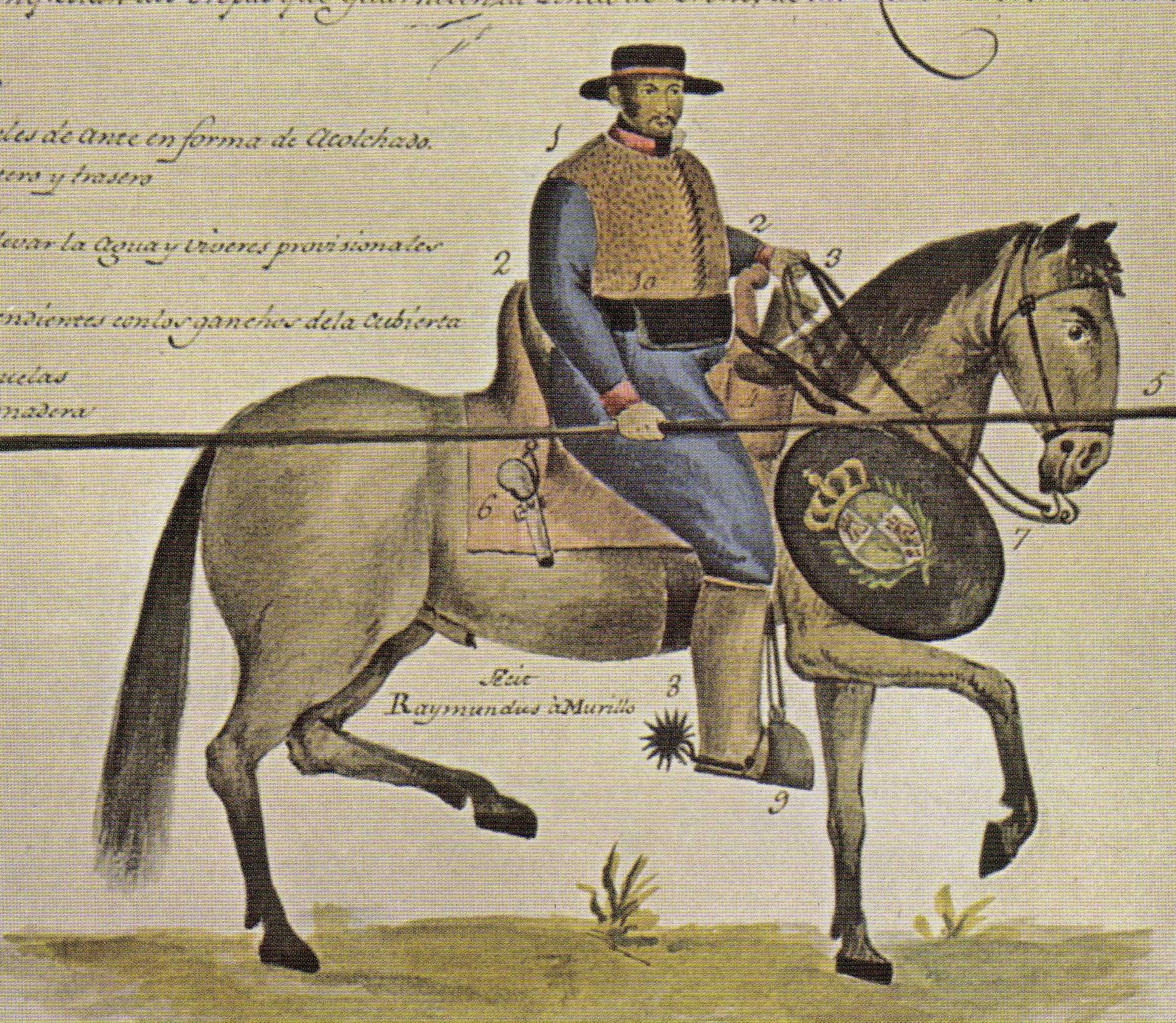
Soldado de cuera:
1: Chaqueta de cuero de siete capas
2: Pomo de la silla
3: Carabina
4: Bolsa de la silla
5: Lanza
6: Pistolas colgadas a cada lado de la silla
7: Broquer
8: Botas y espolones
9: Estribos de madera
10: Caja cartuchera

- Brida. La equitación a la brida se basaba en llevar los estribos largos, con las uñas ajustadas para permitir que el jinete cabalgase con las piernas estiradas. (En castellano "a la brida" o "a la guisa" eran expresiones equivalentes).
- Gineta [4]
- Bastarda [5]
- Estradiota [6]
- Soldado de cuera . Véase imagen.
  - Los estribos eran de madera y cerrados para proteger el pie del jinete. [7]
- Comanche [8]
- Mexicana. [9]
- Criolla chilena. Caballo chileno .
- Criolla argentina [10]
- California [11]
- Texas [12] [13]
- Japón. [14]

## Longitud
La longitud de las aciones depende de la altura deseada de los estribos. Hay aciones de longitud fija y aciones de longitud ajustable.  Algunas sillas permiten ajustar las aciones con el jinete montado.

La longitud de las aciones será correcta cuando, con el jinete alzado sobre ambos estribos, quede un espacio de cuatro o cinco pulgadas entre la ingle y el asiento de la silla. Todas las demás medidas son inciertas para el soldado de caballería. El estribo no debe llevar más peso que el de la pierna: el pie debe calzarse una tercera parte en el estribo, con el talón algo más bajo que la punta del pie.
Reglamento para el ejercicio y maniobras de la caballeria...Ministerio de la Guerra. España.